# Flaga Chorzowa
Flaga Chorzowa – jeden z symboli miasta Chorzów w postaci flagi ustanowiony 22 czerwca 1938 roku uchwałą Rady Miejskiej w Chorzowie oraz uchwałą rady miejskiej nr LII/967/18 z 6 września 2018 roku. Flaga jest umieszczana m.in. na chorzowskim ratuszu.

## Wygląd i symbolika
Prostokątny płat koloru podzielony na dwa poziome, równoległe pasy tej samej szerokości, górny jest koloru niebieskiego, a dolny koloru czerwonego. Dopuszcza się stosowanie flagi miasta z umieszczonym herbem miasta pośrodku dwóch połączonych ze sobą pasów.
W systemie Pantone kolor niebieski flagi określony został jako 2728 C, czerwony jako 1797 C, natomiast w skali CMYK kolor czerwony to: M-91% Y-76%, a niebieski: M-60% C-100%.